# Parigi-Nizza 1963
La Parigi-Nizza 1963, ventunesima edizione della corsa, si svolse dal 10 al 17 marzo su un percorso di 1 407 km ripartiti in otto tappe (la terza e la sesta suddivise in due semitappe). Fu vinta dal francese Jacques Anquetil, al suo terzo successo in questa competizione, davanti al tedesco Rudi Altig e al belga Rik Van Looy.

## Tappe
| Tappa  | Data     | Percorso                                       | km    | Vincitore di tappa       | Leader cl. generale |
| ------ | -------- | ---------------------------------------------- | ----- | ------------------------ | ------------------- |
| 1ª     | 10 marzo | Fontainebleau > Decize                         | 240   | Rik Van Looy             | Rik Van Looy        |
| 2ª     | 11 marzo | Decize > Saint-Honoré-les-Bains                | 93    | Rudi Altig               | Rudi Altig          |
| 3ª-1ª  | 12 marzo | Montceau-les-Mines > Montceau-les-Mines        | 115   | Jos Wouters              | Rudi Altig          |
| 3ª-2ª  | 12 marzo | circuito di Etang du Plessis (cron. a squadre) | 19,2  | Pelforth-Sauvage-Lejeune | Rudi Altig          |
| 4ª     | 13 marzo | Montceau-les-Mines > Saint-Étienne             | 198   | Rik Van Looy             | Rudi Altig          |
| 5ª     | 14 marzo | Tournon-sur-Rhône > Montpellier                | 212   | Rudi Altig               | Rudi Altig          |
| 6ª-1ª  | 15 marzo | Montpellier > Vergèze (cron. individuale)      | 38    | Jacques Anquetil         | Rudi Altig          |
| 6ª-2ª  | 15 marzo | Vergèze > Vergèze                              | 108   | André Darrigade          | Rudi Altig          |
| 7ª     | 16 marzo | Ajaccio > Bastia                               | 184   | Rolf Wolfshohl           | Jacques Anquetil    |
| 8ª     | 17 marzo | Nizza > Nizza                                  | 182   | Rik Van Looy             | Jacques Anquetil    |
| Totale | Totale   | Totale                                         | 1 407 |                          |                     |

## Dettagli delle tappe

### 1ª tappa
- 10 marzo: Fontainebleau > Decize – 240 km

| Pos. | Corridore       | Squadra       | Tempo    |
| ---- | --------------- | ------------- | -------- |
| 1    | Rik Van Looy    | GBC           | 6h14'02" |
| 2    | Rudi Altig      | Saint-Raphaël | s.t.     |
| 3    | Jean Stablinski | Saint-Raphaël | s.t.     |

| Pos. | Corridore    | Squadra | Tempo |
| ---- | ------------ | ------- | ----- |
| 1    | Rik Van Looy | GBC     |       |

### 2ª tappa
- 11 marzo: Decize > Saint-Honoré-les-Bains – 93 km

| Pos. | Corridore          | Squadra       | Tempo    |
| ---- | ------------------ | ------------- | -------- |
| 1    | Rudi Altig         | Saint-Raphaël | 2h23'54" |
| 2    | Rik Van Looy       | GBC           | a 15"    |
| 3    | Frans Melckenbeeck | Mercier       | s.t.     |

| Pos. | Corridore  | Squadra       | Tempo |
| ---- | ---------- | ------------- | ----- |
| 1    | Rudi Altig | Saint-Raphaël |       |

### 3ª tappa - 1ª semitappa
- 12 marzo: Montceau-les-Mines > Montceau-les-Mines – 115 km

| Pos. | Corridore         | Squadra | Tempo    |
| ---- | ----------------- | ------- | -------- |
| 1    | Jos Wouters       | Solo    | 2h58'29" |
| 2    | Rik Van Looy      | GBC     | s.t.     |
| 3    | Arthur Decabooter | Solo    | s.t.     |

| Pos. | Corridore  | Squadra       | Tempo |
| ---- | ---------- | ------------- | ----- |
| 1    | Rudi Altig | Saint-Raphaël |       |

### 3ª tappa - 2ª semitappa
- 12 marzo: Etang du Plessis > Etang du Plessis (cron. a squadre) – 19 km

| Pos. | Squadra                  | Tempo    |
| ---- | ------------------------ | -------- |
| 1    | Pelforth-Sauvage-Lejeune | 1h36'00" |
| 2    | Wiel's-Groen Leeuw       | a 1'00"  |
| 3    | GBC                      | a 1'08"  |

| Pos. | Corridore  | Squadra       | Tempo |
| ---- | ---------- | ------------- | ----- |
| 1    | Rudi Altig | Saint-Raphaël |       |

### 4ª tappa
- 13 marzo: Montceau-les-Mines > Saint-Étienne – 198 km

| Pos. | Corridore    | Squadra       | Tempo    |
| ---- | ------------ | ------------- | -------- |
| 1    | Rik Van Looy | GBC           | 5h22'45" |
| 2    | Jos Wouters  | Solo          | s.t.     |
| 3    | Rudi Altig   | Saint-Raphaël | s.t.     |

| Pos. | Corridore  | Squadra       | Tempo |
| ---- | ---------- | ------------- | ----- |
| 1    | Rudi Altig | Saint-Raphaël |       |

### 5ª tappa
- 14 marzo: Tournon-sur-Rhône > Montpellier – 212 km

| Pos. | Corridore     | Squadra       | Tempo    |
| ---- | ------------- | ------------- | -------- |
| 1    | Rudi Altig    | Saint-Raphaël | 5h49'17" |
| 2    | Benoni Beheyt | Wiel's        | s.t.     |
| 3    | Rik Van Looy  | GBC           | s.t.     |

| Pos. | Corridore  | Squadra       | Tempo |
| ---- | ---------- | ------------- | ----- |
| 1    | Rudi Altig | Saint-Raphaël |       |

### 6ª tappa - 1ª semitappa
- 15 marzo: Montpellier > Vergèze (cron. individuale) – 38 km

| Pos. | Corridore        | Squadra       | Tempo   |
| ---- | ---------------- | ------------- | ------- |
| 1    | Jacques Anquetil | Saint-Raphaël | 51'37"  |
| 2    | Rudi Altig       | Saint-Raphaël | a 2"    |
| 3    | Joseph Groussard | Pelforth      | a 2'20" |

| Pos. | Corridore  | Squadra       | Tempo |
| ---- | ---------- | ------------- | ----- |
| 1    | Rudi Altig | Saint-Raphaël |       |

### 6ª tappa - 2ª semitappa
- 15 marzo: Vergèze > Vergèze – 108 km

| Pos. | Corridore       | Squadra | Tempo    |
| ---- | --------------- | ------- | -------- |
| 1    | André Darrigade | Margnat | 2h26'34" |
| 2    | Rolf Wolfshohl  | Peugeot | s.t.     |
| 3    | Jean Graczyk    | Margnat | a 34"    |

| Pos. | Corridore  | Squadra       | Tempo |
| ---- | ---------- | ------------- | ----- |
| 1    | Rudi Altig | Saint-Raphaël |       |

### 7ª tappa
- 16 marzo: Ajaccio > Bastia – 184 km

| Pos. | Corridore        | Squadra       | Tempo    |
| ---- | ---------------- | ------------- | -------- |
| 1    | Rolf Wolfshohl   | Peugeot       | 5h22'31" |
| 2    | Jacques Anquetil | Saint-Raphaël | a 12"    |
| 3    | Raymond Poulidor | Mercier       | s.t.     |

| Pos. | Corridore        | Squadra       | Tempo |
| ---- | ---------------- | ------------- | ----- |
| 1    | Jacques Anquetil | Saint-Raphaël |       |

### 8ª tappa
- 17 marzo: Nizza > Nizza – 182 km

| Pos. | Corridore          | Squadra       | Tempo    |
| ---- | ------------------ | ------------- | -------- |
| 1    | Rik Van Looy       | GBC           | 5h18'40" |
| 2    | Frans Melckenbeeck | Mercier       | s.t.     |
| 3    | Rudi Altig         | Saint-Raphaël | s.t.     |

| Pos. | Corridore        | Squadra       | Tempo     |
| ---- | ---------------- | ------------- | --------- |
| 1    | Jacques Anquetil | Saint-Raphaël | 37h13'29" |
| 2    | Rudi Altig       | Saint-Raphaël | a 53"     |
| 3    | Rik Van Looy     | GBC           | a 3'04"   |

## Classifiche finali

### Classifica generale
| Pos. | Corridore        | Squadra                  | Tempo     |
| ---- | ---------------- | ------------------------ | --------- |
| 1    | Jacques Anquetil | Saint-Raphaël            | 37h13'29" |
| 2    | Rudi Altig       | Saint-Raphaël            | a 53"     |
| 3    | Rik Van Looy     | GBC                      | a 3'04"   |
| 4    | Henri Anglade    | Pelforth-Sauvage-Lejeune | a 3'31"   |
| 5    | Joseph Groussard | Pelforth-Sauvage-Lejeune | a 3'38"   |
| 6    | Luis Otaño       | Margnat-Paloma-Dunlop    | a 4'31"   |
| 7    | Jean Stablinski  | Saint-Raphaël            | a 4'43"   |
| 8    | Hans Junkermann  | Wiel's-Groen Leeuw       | a 6'05"   |
| 9    | Huub Zilverberg  | GBC                      | a 7'22"   |
| 10   | Vin Denson       | Pelforth-Sauvage-Lejeune | a 9'23"   |